# Lieskovany
Lieskovany (allemand : Haseldorf in der Zips) est un village de Slovaquie situé dans la région de Košice.

## Histoire
Première mention écrite du village en 1277.

## Démographie

### Évolution de la population
| Année:               | 1994. | 2004.    | 2014.    | 2024.    |
| -------------------- | ----- | -------- | -------- | -------- |
| Nombre de personnes: | 233   | 262      | 326      | 410      |
| Différence:          |       | +12,44 % | +24,42 % | +25,76 % |

| Année:               | 2023. | 2024.   |
| -------------------- | ----- | ------- |
| Nombre de personnes: | 388   | 410     |
| Différence:          |       | +5,67 % |